# Seenomaden

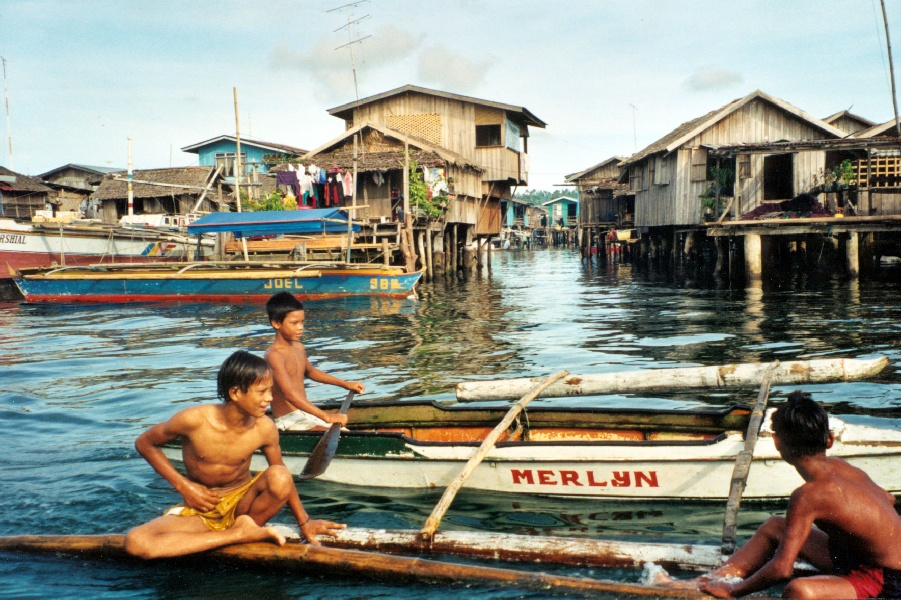
Seenomaden auf Basilan

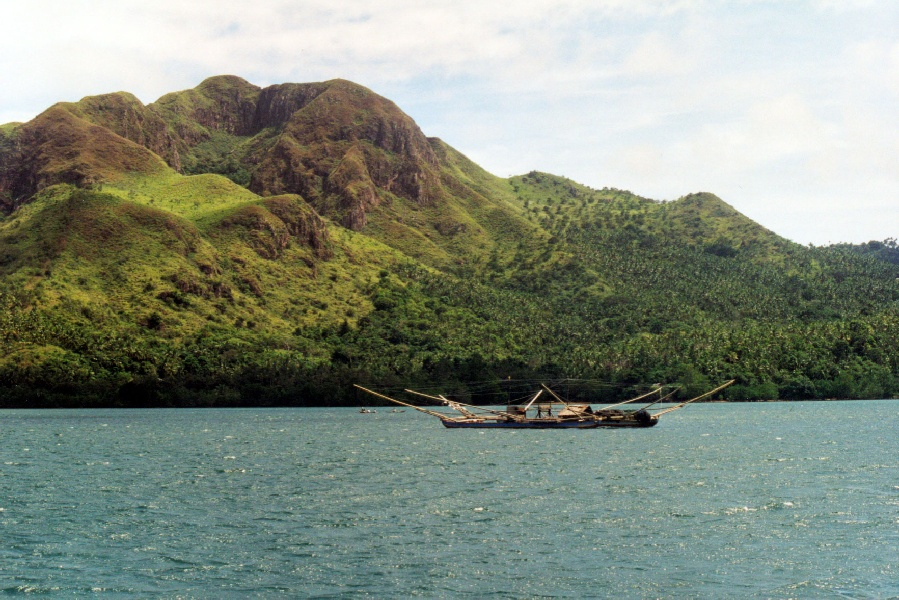
Seenomaden auf Mindanao

Seenomaden bezeichnet eine Reihe verschiedener, in der südostasiatischen Inselwelt lebender Völker. Umgangssprachlich werden sie (pejorativ) auch Seezigeuner (engl. Sea Gypsies) genannt. Im Thailändischen werden die Seenomaden Chao Leh (ชาวเล - wörtl. Leute der See) und auf Birmanisch Selung (auch Selon) genannt. Ihre Lebensweise ist halbnomadisch. Während der Zeit des Monsuns bleiben sie auf den Inseln der Andamanensee, in der Straße von Malakka bis zum südchinesischen Meer. In der übrigen Zeit des Jahres ziehen sie mit Booten von Insel zu Insel und leben vorwiegend vom Fang von Fischen sowie von Meeresfrüchten.
Das größte unter diesen Völkern sind die Bajau. Sie sind staatenlos, besitzen keinen Ausweis, keine Geburtsurkunde und haben keine Nationalität. Weiter zählen dazu die Bugis, die Orang Laut einschließlich der Urak Lawoi, die Moken und Moklen sowie die Sakai (auch Maniq).